# Noortje van der Vliet
Noortje van der Vliet (ur. 18 grudnia 1983) – holenderska wioślarka.

## Osiągnięcia
- Mistrzostwa Europy – Poznań 2007 – ósemka – 6. miejsce[1].